# Ундерберг
Ундерберг (на немски: Underberg) е германски диджестив, съдържащ над 400 успокояващи билки от 43 страни. Носи името на откривателя си Хуберт Ундерберг. Получава се от комбинация на билки от 43 страни. След дестилация отлежава няколко месеца в бъчви. В сегашните малки бутилки се бутилира след 1940 г. Напитката се предлага след ядене. Алкохолното съдържание е 44%.
След смъртта на Емил Ундерберг през 1958 г., съпругата му Маргарет заема мястото му в управлението на фирмата като партньор. Три години по-късно компанията построява осеметажен комплекс с апартаменти, офис, цех за бутилиране и склад в Западен Берлин. Започвайки през 1962 г. със 78 служители, новото дъщерно дружество, произвежда по 200 000 порционни бутилки на ден. Част от тази продукция се изнася за Източна Германия и другите страни от Източна Европа чрез търговец на едро базиран в Хамбург. Underberg е първото западно германско предприятие, което през 1972 година успява да получи разрешение от правителството на Източна Германия да доставя продуктите си на държавния дестилатор Bärensiegel в Източен Берлин, където ликьорът е бутилиран и след това изнасян в страните зад Желязната завеса.